# Sì (песма)

"Sì" („Да“) је назив италијанске песме за Песму Евровизије 1974. која је завршила на другом месту.

## Позадина
Текстове и музику написали су Марио Панцери, Даниеле Паце, Лоренцо Пилат и Корадо Конти. На италијанском ју је отпевао Ђиљола Чинквети.
Током претпрегледних програма, Чинквети је певала песму сама у мрачној соби. Спот је емитован у црно-белој техници пошто РАИ није прешао на комплетно емитовање у боји све до 1977. године. У такмичарској вечери, Чинквети је извела баладу у плавој хаљини, уз пратњу оркестра и четири пратеће певачице тинејџерке, обучене у светло жуте блузе и јесење цветне сукње. Песма је певана у првом лицу у којој она одражава и описује своју љубав према мушкарцу, и одушевљење које осећа када му коначно каже „да“, што значи да могу да започну остатак живота заједно. У целој песми реч се понавља шеснаест пута.
Према тадашњем систему бодовања, свака земља је имала десет жирија, од којих је сваки додељивао по један бод песми за коју је оценио да је најбоља. „Sì“ је на овај начин добио 18 гласова, укључујући 5 из УК-а, 4 из Монака, по 2 из Финска и Шпаније и појединачне гласове из Израела, Луксембурга, Белгије, Ирске.  Био је то други најбољи резултат Италије.  
Песма је касније добила верзије на енглеском, француском, немачком и шпанском, које су објављене широм Европе. Фински превод снимила је Леа Лавен и постао хит у Финској.

## Цензура песме 1974
Емитовање песме уживо је у њеној земљи забранила италијанска национална телевизија пошто се догађај делимично поклопио са кампањом за италијански референдум о разводу 1974. који је одржан месец дана касније у мају. 
РАИ је цензурисао песму због забринутости да би назив и текст песме (који су стално понављали реч „Sì“) могли бити оптужени да су подсвесна порука и облик пропаганде да се утиче на италијанску гласачку јавност да гласа „ЗА“ током референдума. Песма је остала цензурисана на већини италијанских државних ТВ и радио станица више од месец дана. Као последица тога, песма није успела да уђе на топ-листу Топ 40 у Италији, и још увек остаје једна од мање познатих песама на Евровизији у земљи. За разлику од „Non ho l'eta“, „Sì“ такође није успео да направи значајан утицај на топ-листе у Европи и Скандинавији – са једним значајним изузетком: енглеска верзија је заузела осмо место место на британским топ листама у јуну 1974. (са шпанском верзијом на Б-страни), што га чини једном од ретких непобедивих песама на Евровизији које су постале комерцијални успех у Великој Британији. 

## Топ листе
| Листа                                  | Највиша позиција |
| -------------------------------------- | ---------------- |
| Белгија Верзија на италијанском језику | 30               |
| Немачка Верзија на италијанском језику | 13               |
| НемачкаВерзија на немачком језику      | 45               |
| Енглеска Верзија на енглеском језику   | 8                |